# Högaborgs BK
Högaborgs Bollklubb – szwedzki klub piłkarski pochodzący z miasta Helsingborg, założony w roku 1927.
Klub jest znany z wychowywania młodych talentów piłkarskich. Najbardziej znani gracze, którzy zaczynali swoją karierę w Högaborgs BK to m.in. Henrik Larsson, Mats Magnusson, Martin Olsson, Daniel Nannskog.